# Джага-Бешкуртка
Джага́-Беш-Куртка́ (укр. Джага-Беш-Куртка, крымскотат. Cağa Beş Qurtqa, Джагъа Беш Къурткъа) — исчезнувшее село в Нижнегорском районе Республики Крым, располагавшееся на востоке центральной части района, в степном Крыму, примерно у северной окраины современного села Тамбовка.

## История
Первое документальное упоминание села встречается в Камеральном Описании Крыма… 1784 года, судя по которому, в последний период Крымского ханства Беш Куртка входил в Кучук Карасовский кадылык Карасъбазарскаго каймаканства. После присоединения Крыма к России (8) 19 апреля 1783 года, (8) 19 февраля 1784 года, именным указом Екатерины II сенату, на территории бывшего Крымского Ханства была образована Таврическая область и деревня была приписана к Левкопольскому, а после ликвидации в 1787 году Левкопольского — к Феодосийскому уезду Таврической области. После Павловских реформ, с 1796 по 1802 год, входила в Акмечетский уезд Новороссийской губернии. По новому административному делению, после создания 8 (20) октября 1802 года Таврической губернии, Джага-Беш-Куртка был включён в состав Урускоджинской волости Феодосийского уезда.
По Ведомости о числе селении, названиях оных, в них дворов… состоящих в Феодосийском уезде от 14 октября 1805 года , в деревне Джага Беш куртка числилось 16 дворов и 89 жителей. На военно-топографической карте генерал-майора Мухина 1817 года обозначены 2 деревни Бешкурта  с 45 дворами в обеих. После реформы волостного деления 1829 года Бешкуртку, согласно «Ведомости о казённых волостях Таврической губернии 1829 года», отнесли к Бурюкской волости (переименованной из Урускоджинской). На карте 1842 года в деревне Бешкуртка обозначено 22 двора.
В 1860-х годах, после земской реформы Александра II, деревню приписали к Шейих-Монахской волости. Согласно «Списку населённых мест Таврической губернии по сведениям 1864 года», составленному по результатам VIII ревизии 1864 года, Джага-Бешкуртка (или Ново-Ивановка) — владельческая русская и татарская деревня с 35 дворами и 224 жителями при реке Биюк-Кара-Су — относились эти данные собственно к Джага-Бешкурте, или будущей Ивановке, неизвестно. В «Памятной книге Таврической губернии 1889 года», по результатам Х ревизии 1887 года, записаны 2 деревни Бешхуртка: в одной числилось 27 дворов и 172 жителя, в другой 27 дворов и 148 жителей, но привязать их к конкретным селениям (Джага-Бешкуртка и Джанкой-Бешкуртка) не представляется возможным. По «…Памятной книжке Таврической губернии на 1892 год» в безземельной деревне Джага-Бешкуртка, не входившей ни в одно сельское общество, был 131 житель, у которых домохозяйств не числилось.
После земской реформы 1890-х годов деревню приписали к Андреевской волости. По «…Памятной книжке Таврической губернии на 1900 год» в деревне Джага-Бешкуртка, входившей в Айкишское сельское общество, числилось 275 жителей в 35 дворах, а в Джага-Бешкуртке, входившей в Бешкуртка-Ивановское сельское общество, числилось 22 жителя в 3 дворах. По Статистическому справочнику Таврической губернии. Ч.II-я. Статистический очерк, выпуск пятый Феодосийский уезд, 1915 год в Андреевской волости Феодосийского уезда значатся 4 хутора Бешкуртка — Кушнарёва, Мереминских и Мурзаева — во всех по 1 двору без населения и Барановых: 4 двора с русским населением в количестве 28 человек приписных жителей и 6 — «посторонних» — возможно, на них распалась деревня.